# Дригін Василь Михайлович
Васи́ль Миха́йлович Дри́гін (нар. 8 березня 1921 — пом. 3 вересня 2009) — радянський військовий льотчик часів Другої світової війни, старший льотчик 298-го винищувального авіаційного полку 229-ї винищувальної авіаційної дивізії (4-а повітряна армія), капітан. Герой Радянського Союзу (1943).

## Життєпис
Народився 8 березня 1921 року в селі Чечеліївці Новостародубської волості Олександрійського повіту Кременчуцької губернії (нині — Петрівський район Кіровоградської області) в селянській родині. Українець.
В ранньому дитинстві залишився сиротою, виховувався в Дніпродзержинському дитячому будинку. Після закінчення Дніпропетровського індустріального технікуму працював у ливарному цеху металургійного заводу імені Дзержинського, одночасно навчався в місцевому аероклубі.
До лав РСЧА призваний у 1940 році. У 1941 році закінчив Качинську військову авіаційну школу пілотів імені О. Ф. М'ясникова.
Старший сержант В. М. Дригін на фронтах німецько-радянської війни з липня 1941 року. Всю війну пройшов у складі 298-го (з серпня 1943 року — 104-го гвардійського) винищувального авіаційного полку. В квітні 1942 року був поранений. Член ВКП(б) з 1942 року.
До кінця серпня 1943 року командир ескадрильї капітан В. М. Дригін здійснив 313 вдалих бойових вильотів, провів 62 повітряних бої, в яких збив особисто 18 і в складі групи — 10 літаків супротивника. В повітряному бою 29 серпня 1943 року отримав важке поранення в голову. Після лікування в шпиталі був направлений на навчання.
У 1946 році закінчив Військово-повітряну академію, у 1958 році — Військову академію Генерального штабу. У 1962 році полковник В. М. Дригін вийшов у запас.
Мешкав у місті Ростові-на-Дону (Росія). У 1968 році закінчив Ростовський інститут народного господарства. До виходу на пенсію працював диспетчером Ростовського авіаційного підприємства. Помер 3 вересня 2009 року. Похований на Північному цвинтарі в Ростові-на-Дону.

## Нагороди
Указом Президії Верховної Ради СРСР від 24 травня 1943 року за зразкове виконання бойових завдань командування на фронті боротьби з німецькими загарбниками та виявлені при цьому відвагу і героїзм, капітанові Дригіну Василю Михайловичу присвоєне звання Героя Радянського Союзу з врученням ордена Леніна і медалі «Золота Зірка» (№ 997).
Також був нагороджений трьома орденами Червоного Прапора (29.04.1942, 02.05.1943, 31.10.1943), орденом Олександра Невського (03.05.1943), двома Вітчизняної війни 1-го ступеня (06.11.1943, 11.03.1985), двома Червоної Зірки і медалями.

## Пам'ять
Перед прохідною Дніпровського металургійного комбінату в Дніпродзержинську встановлено меморіальну дошку.